# Ли, Флоренс (1907—1992)
Флоре́нс Ли́, до крещения Ли́ Ти́м-О́й (англ. Florence Li, кит. 李添嬡; 5 мая 1907, Гонконг, Британский Гонконг — 26 февраля 1992 года, Торонто, Канада) — первая женщина, рукоположенная в священнический сан в англиканской церкви. Священство приняла в 1944 году. В 1948 году, под давлением епископата, прекратила служение, но сохранила сан. В 1971 году вернулась к служению. Трудилась в англиканских приходах в Гонконге, Макао, Китае и Канаде.
Святая. Память ей отмечается под 24 января в Епископальной церкви США и 26 февраля в Англиканской церкви Канады.

## Биография

### Ранние годы
Родилась в деревне Абердин на острове Гонконг 5 мая 1907 года в семье учителя Ли Кинг Шума (англ. Li King Shum) и домохозяйки Чэн Чэн Яу (англ. Cheng Cheng Yau). В те времена среди китайцев большое значение придавалось полу ребёнка; мальчики ценились больше девочек, поэтому новорождённых девочек часто убивали — душили при помощи пепла. Родители Ли были христианами. Её отец не только сохранил ей жизнь, но и назвал Тим-Ой (англ. Tim-Oi), именем, которое переводится с китайского языка, как «горячо любимая дочь». В 1921 году она окончила начальную школу. Однако из-за отсутствия достаточных средств у многодетной семьи, кроме неё у родителей было пять сыновей и две дочери, Ли завершила среднее образование лишь в 1934 году. Во время обучения в средней школе, она крестилась в англиканской церкви, взяв себе новое имя Флоренс в честь Флоренс Найтингейл.

### Служение в церкви
В 1931 году Ли приняла решение о церковном служении, отозвавшись на проповедь священника о призвании женщин в Церкви. В 1934—1938 годах она изучала богословие в Объединённом теологическом колледже в Кантоне. Во время китайско-японской войны Ли возглавила группу студентов, оказывавших помощь жертвам ковровых бомбардировок японской военной авиации. По окончании обучения она была направлена в качестве служительницы-мирянки в приход Всех Святых близ Коулуна, который принадлежал англиканской китайской конгрегации. Здесь, в течение двух лет, Ли вела библейские занятия, готовила прихожан к таинствам миропомазания и брака и помогала китайским беженцам. В 1940 году она была переведена в приход Святого Марка близ Макао.
8 мая 1941 года синод епархии Виктории, включавшей территории Гонконга и Южного Китая, принял решение о посвящении Ли в сан дьякониссы. Церемония посвящения состоялась 22 мая 1941 года в соборе Святого Иоанна в Гонконге. Обряд посвящения совершил епископ Рональд Холл. Ли вернулась в Макао, а вскоре после этого Гонконг был оккупирован японской армией. В Макао, который был португальской колонией и являлся нейтральной территорией, собрались толпы китайских беженцев. Ли помогала им. Её служение пробудило во многих из них желание стать христианами.
Во время оккупации Гонконга англиканская община в Макао осталась без пастырского попечения. Епископ Рональд Холл принял решение рукоположить Ли в сан священницы. В своём письме по этому поводу к Уильяму Темплу, архиепископу Кентреберийскому, он написал: «Я не являюсь сторонником рукоположения женщин. Однако твёрдо убеждён, что никакие предрассудки не должны препятствовать тому, чтобы в общинах, доверенных моим заботам, совершались таинства Церкви». В январе 1944 года Ли, пройдя через линию фронта, прибыла в город Чжаоцин, не оккупированный японской армией, где 25 января 1944 года епископ Рональд Холл рукоположил её в сан священницы. Она стала первой женщиной в англиканской церкви, получившей священнический сан.
После войны, на Ламбетской конференции 1948 года, епископы отказались признать ординацию Ли, и, под давлением со стороны епископата, она вернула пастырскую лицензию, но не отказалась от священнического сана. Таким образом, формально Ли осталась священницей, но без права совершать богослужение. В том же 1948 году, когда она вернулась из Лондона в Гонконг, епископ Рональд Холл назначил её ректором в приход Святого Варнавы в Хепу, недалеко от границы с Вьетнамом. Здесь она сразу открыла родильный дом для предотвращения практики убийства новорождённых девочек, распространённой в то время среди китайцев.
Когда в 1949 году к власти в Китае пришли коммунисты, Ли находилась в Пекине, где исследовала Патриотическое движение трёх самоидентичностей, активно действовавшее среди протестантских деноминаций в стране в то время. 25 января 1951 года приход в Хепу, в котором служила Ли, был закрыт коммунистами, и она переехала в Гуанчжоу, где служила и преподавала при соборе Христа Спасителя. В 1958 году, с началом «культурной революции», собор также был закрыт коммунистами, и Ли направили на работу на птицеферму, затем на фабрику. Как политически неблагонадёжная она была подвергнута «перевоспитанию». В 1971 году, после рукоположения в сан священниц в Гонконге ещё двух женщин, Ли вернули пастырскую лицензию и разрешили совершать богослужение. Лишь в 1974 году официальные власти Китая позволили ей оставить работу на фабрике. В 1979 году она смогла вернуться к служению в церкви. Ей, как и всем официальным церковнослужителям в стране, государство выплачивало зарплату, однако, когда в 1983 году Ли эмигрировала к родственникам в Канаду, она оставила все свои сбережения и положенную ей пенсию на благотворительные цели в Китае.

### Поздние годы
В 1984 году в Вестминстерском аббатстве в Лондоне прошли торжества по случаю сорокалетнего юбилея рукоположения Ли в сан священницы. Она была приглашена в Ламбетский дворец на встречу с Робертом Ранси, архиепископом Кентербери, в то время выражавшим сомнения в каноничности ординации женщин. После встречи с ней архиепископ сказал: «Кто я такой, чтобы указывать Богу, кого Он может или не может призывать [к служению]? Достаточно одной женщины, чтобы изменить суждение церкви».
В Канаде Ли служила в приходах епархии Монреаля, затем епархии Торонто. Она была удостоена почётных степеней доктора богословия Общей богословской семинарии в Нью-Йорке и Тринити-колледжа в Торонто. Умерла во сне 26 февраля 1992 года в Торонто.

## Память
В 1994 году в Лондоне был основан фонд имени Флоренс Ли Тим-Ой, а в церкви Святого Мартина в полях в память о ней была установлена мемориальная доска. Зал собраний этой же церкви носит её имя. На Генеральной конвенции Епископальной церкви США в Миннеаполисе 4 августа 2003 года имя священницы Флоренс Ли Тим-Ой было в включено в Календарь литургической памяти и праздников этой церкви под 24 января, днём, когда она была рукоположена в священнический сан. На Генеральном синоде Англиканской церкви Канады в Сент-Катаринс в июне 2004 года имя священницы Флоренс Ли Тим-Ой было включено в Календарь святых этой церкви и Книгу альтернативных служб под 26 февраля, днём её смерти. Архив Флоренс Ли Тим-Ой хранится в библиотеке Ренисон-колледжа при Университете Уотерлу.